# Xenopsylla crinita
Xenopsylla crinita är en loppart som beskrevs av Jordan et Rothschild 1922. Xenopsylla crinita ingår i släktet Xenopsylla och familjen husloppor. Inga underarter finns listade i Catalogue of Life.